# میکایلا مندز
میکایلا مندز (به انگلیسی: Mikayla Mendez) (زادهٔ ۲۹ اوت ۱۹۸۰ در کالیفرنیا) مدل و هنرپیشهٔ فیلمهای پورنوی آمریکایی است. در سال ۲۰۰۳ و در سن ۲۳ سالگی شروع به بازی در فیلم‌های بزرگ‌سالان کرد و در سال‌های پس از آن در بیش از ۱۸۰ فیلم به ایفای نقش پرداخت. در سال ۲۰۰۸ به‌دنبال قراردادی با کمپانی ویکد پیکچرز، به نخستین بازیگر قراردادی مکزیکی‌تبار این کمپانی تبدیل شد.
او در سال ۲۰۰۹ به دلایل شخصی از دنیای فیلم‌های بزرگ‌سالان خداحافظی کرد.